# Colônia Agrícola Major César de Oliveira
A Colônia Agrícola Penal Major César Oliveira é uma unidade prisional do sistema carcerário brasileiro instalada no no município de Altos, no estado do Piauí, próximo à divisa com Teresina. Superlotada e com capacidade para 290 detentos, é a única unidade do estado que oferece o regime semiaberto.
Em 2017, a penitenciária ganhou notoriedade quando uma criança de 13 anos foi encontrada dentro de uma cela com 7 detentos condenados por estupro. O caso recebeu certa repercussão internacional. Após o ocorrido, 12 agentes foram afastados e o pai da criança foi preso por abandono de incapaz.